# ولاية مكسيكو
ولاية مكسيكو (بالإسبانية: Estado de México)‏، هي إحدى ولايات المكسيك الواحدة والثلاثين، وأكبرها من حيث عدد السكان والكثافة السكانية. وهي مقسمة إلى 125 بلدية ومدينة عاصمتها تولوكا دي ليردو.
يتم اختصار اسم ولاية مكسيكو في كثير من الأحيان إلى "مكس"، وذلك لتمييزهها عن اسم البلد. وهي تقع في جنوب وسط المكسيك. وتحدها ولايات كويريتارو وهيدالغو في الشمال، وموريلوس وغيريرو إلى الجنوب، ميشواكان إلى الغرب، تلاكسكالا وبويبلا إلى الشرق، وتحيط بمدينة مكسيكو سيتي (المقاطعة الاتحادية السابقة) من ثلاث جهات.
تعود أصول الولاية إلى أراضي إمبراطورية الأزتك، وظلت قسما سياسيا من إسبانيا الجديدة خلال الفترة الاستعمارية الأسبانية. وبعد الاستقلال، تم اختيار مدينة مكسيكو كعاصمة للولاية الجديدة؛ تم فصل أراضيها من الولاية. وفي السنوات اللاحقة، تم فصل أجزاء من الولاية لتشكيل ولايات هيدالغو، غيريرو وموريلوس. وشكلت هذه الانقسامات شكل وحجم الولاية المعروف اليوم، حيث يمتد وادي تولوكا إلى الغرب من مدينة مكسيكو والقسم إلى شمال وشرق المنطقة الفدرالية.
اسم الولاية هو ببساطة مكسيكو وفقا لدستور الولايات المكسيكية المتحدة عام 1917، ولكن لتمييزها عن كل من المدينة والبلد فهي تسمى ولاية مكسيكو. ويشار إلى سكانها باسم ميكسيكينسي أو (بالإسبانية: mexiquense)‏، تمييزا لها عن مكسيكانو (بالإسبانية: mexicano)‏، التي تصف أهل البلاد.

## توأمة
لولاية مكسيكو اتفاقيات توأمة مع:
- سايتاما (1 أكتوبر 1979 - )

## أعلام
- فيليكس سواريز
- خوسيه كارديناس ماركيز
- أرماندو غارسيا منديز
- جايمي أرتور فاسكيز أغيلار
- ليلي رابي